# Повестка

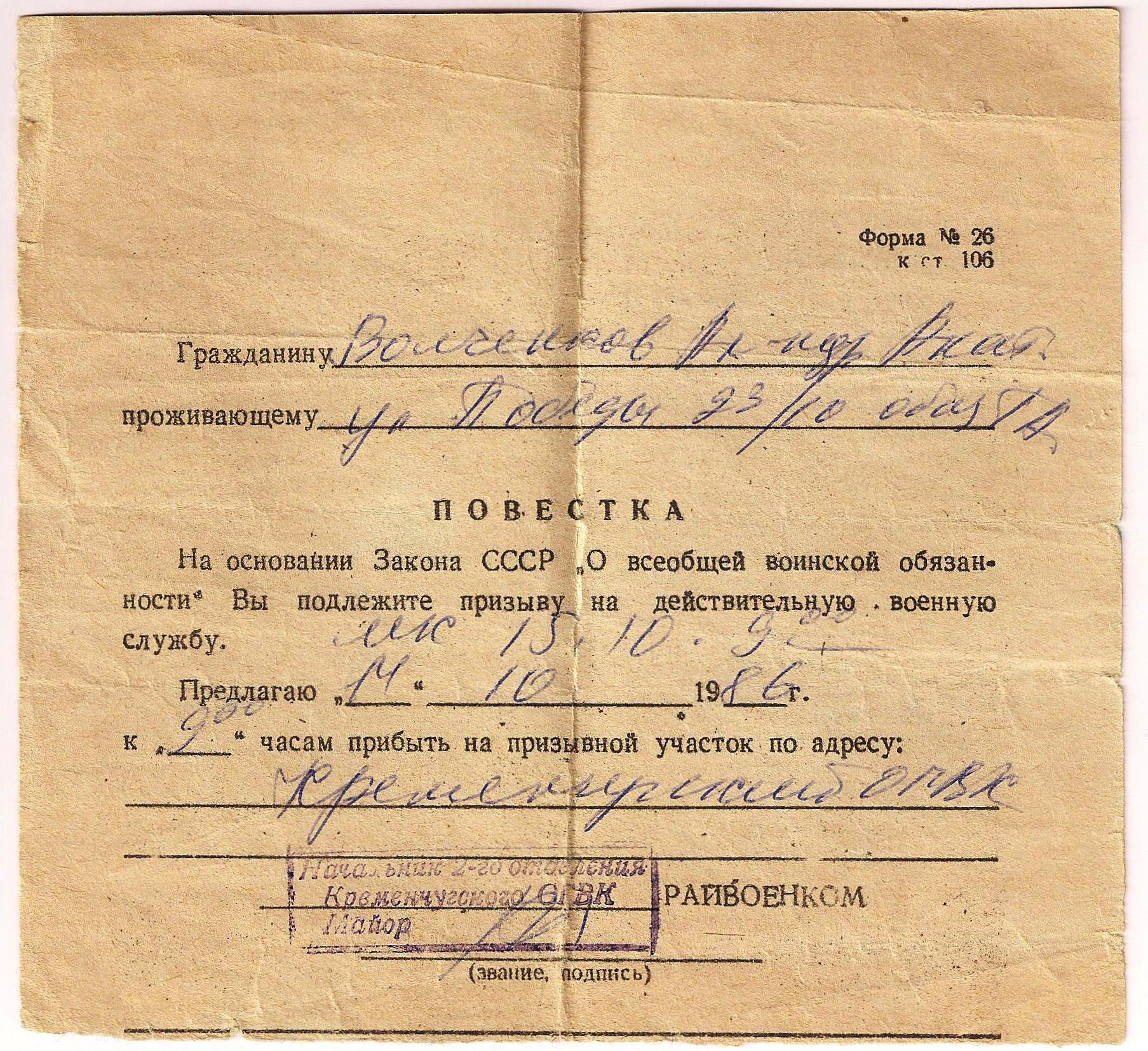
Повестка в военкомат образца 1986 года

Повестка — документ об официальном необязательном либо (чаще) обязательном вызове в какой-либо официальный орган, например, в суд (на судебные или внесудебные слушания), на допрос (в полицию/милицию/другие следственные органы), по призыву (в призывной пункт военного комиссариата) и так далее.
В различных государствах и в различных ситуациях повестка либо обязана вручаться лично под ознакомление с вручением копии или под подпись, либо может присылаться по почте.
Обычно в повестке описывается место и время явки, иногда требование принести с собой имеющиеся материальные свидетельства. Повестка об обязательной явке обычно предусматривает санкции за невыполнение без уважительных на то причин. Иногда неявка по необязательной повестке также может быть нежелательной для вызываемого. Например, неявка одного из супругов по повестке на судебное слушание о разводе в некоторых странах может привести к рассмотрению дела в отсутствие этого супруга и тому подобное.
В судах старой Литвы и Малороссии существовала должность возного, вручавшего повестки (позывы).

## Судебная повестка

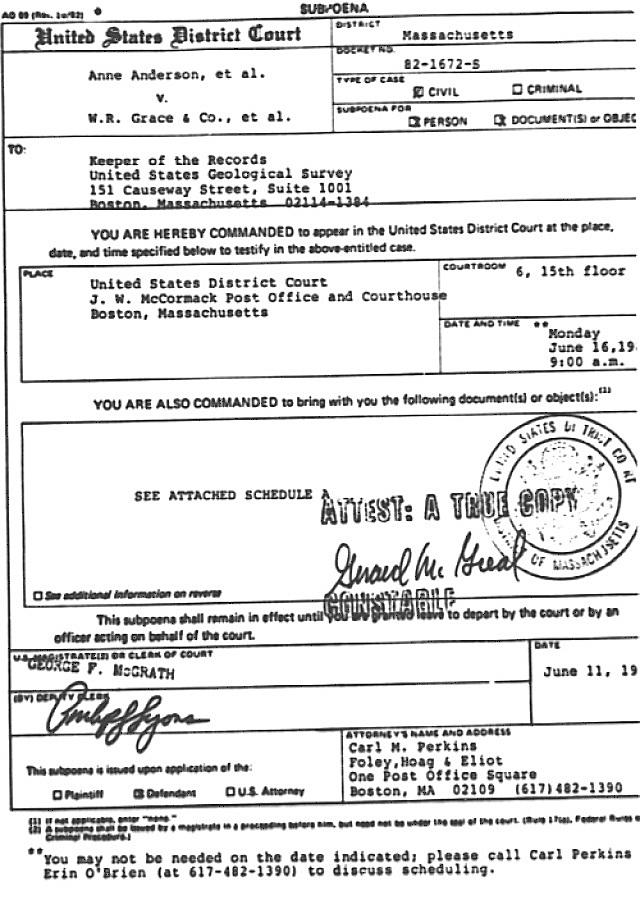
Судебная повестка гражданского иска «Андерсен против Cryovac» (Бостон, США, 1986)

Судебная повестка — одна из форм судебного «извещения» и «вызова», причём термин судебное «извещение» используется применительно к лицам, участвующим в деле (представителям), а термин судебные «вызовы» — свидетелям, переводчикам, экспертам, специалистам.

### Великобритания
В судебных системах разных стран одной из главных проблем являлось информационное обеспечение участников процесса, например, истец Борис Березовский долгое время не мог вручить повестку в лондонский суд ответчику Роману Абрамовичу по причине уклонения Абрамовича от получения повестки, так как в случае его неявки в суд, после задокументированного получения уведомления (повестки), было бы вынесено заочное решение суда (default judgment), без учёта позиции защиты, в таком случае английским судом на веру принималась позиция истца, что практически всегда означало проигрыш ответчика, что и произошло с игнорирующими повестки лондонского суда предпринимателями Павлом Скурихиным и Мухтаром Аблязовым.

### Российская Федерация
По мнению ряда юристов, заочное рассмотрение дела и в российских судах чаще всего также происходило с позиции презумпции вины неявившегося ответчика, причём не явившегося, зачастую, по причине того, что повестка (извещение о времени и месте судебного заседания) не вручалась участнику процесса лично под расписку на подлежащем возврату в суд корешке повестки, а в нарушение законодательства передавалась через посторонних лиц, его несовершеннолетних родственников или попросту «просовывалась под дверь». Нельзя было исключить и вероятность потери повесток почтовой службой, игнорирования писем, содержащих повестку. При отказе адресата принять повестку на ней делалась соответствующая отметка об этом, которая возвращается в суд, где подшивалась к делу, причём ответчик, официально отказавшийся принять судебную повестку или иное судебное извещение, считался извещённым о времени и месте судебного разбирательства (п.2 ст.117 ГПК РФ). 

## Повестка для дачи показаний в России
В России, согласно статье 188 УПК РФ, свидетели и потерпевшие вызываются для дачи показаний повесткой с указанием того, в каком качестве свидетель вызывается на допрос, к кому именно он вызывается, по какому адресу, с указанием конкретной даты и времени явки. Повестка также содержит предупреждение о возможных последствиях в случае неявки без уважительных причин. С точки зрения закона, согласно пункту 6 статьи 56 УПК РФ, свидетель не вправе уклоняться от явки, однако в случае вызова без повестки вызываемый может отказаться являться и потребовать вручения повестки. В случае необходимости явки в рабочее время свидетель освобождается на время исполнения своих обязанностей от работы с сохранением за ним места и государственными гарантиями по возмещению понесённых издержек.
Повестка может быть отправлена в письменном виде по почте или вручена вызываемому лицу или иным лицам, предусмотренным законом, но также может быть вручена и через средства связи, однако в соответствующей статье УПК отсутствует расшифровка того, что подразумевается под средствами связи. Пункт 28 статьи 2 Закона РФ «О связи» даёт расшифровку средств связи, что может означать отправку повестки через почтовое отправление, SMS-сообщение или даже в телефонном режиме. Проблемой в случае электронных способов доставки является фиксация факта получения. Также отсутствие повестки в бумажном виде может вызвать проблемы при получении разрешения на отсутствие на рабочем месте и при реализации положенных гарантий и компенсаций.

## Сноски
1. ↑  М.К. Треушников Гражданский процесс. § 1. Судебные повестки, правила их вручения, ISBN 5-9584-0111-4
2. ↑  «Смерть Бориса Березовского» Архивная копия от 30 июля 2014 на Wayback Machine «Голос Америки» от 25.03.2013: «Октябрь 2007 года — Березовский в одном из модных магазинов Лондона «вручил» Абрамовичу повестку суд по делам «ОРТ», «Сибнефти» и «Русского алюминия».
3. ↑  «Лондонский прецедент» Архивная копия от 2 августа 2014 на Wayback Machine «Эксперт» №46 (779) 21 ноя 2011: «Конечно, можно не приходить в английский суд и не тратить деньги на адвокатов. Тогда, скорее всего, будет получено заочное судебное решение (default judgment), без учета позиции защиты, то есть будет принята на веру позиция истца, что автоматически означает стопроцентный проигрыш ответчика».
4. ↑  «Бизнесмена заподозрили в неподчинении лондонскому суду» Архивная копия от 7 февраля 2019 на Wayback Machine Коммерсантъ (Красноярск) №121 от 15.07.2014.
5. ↑  Решетняк В.И., Черных И.И. Заочное производство и судебный приказ в гражданском процессе — Пособие — М.: Юридическое бюро «ГОРОДЕЦ», 1997. — 80 с. Р 47 ISBN 5-89391-008-7
6. ↑  Статья 116 ГПК РФ. Вручение судебной повестки: «1. Судебная повестка, адресованная гражданину, вручается ему лично под расписку на подлежащем возврату в суд корешке повестки. Повестка, адресованная организации, вручается соответствующему должностному лицу, которое расписывается в её получении на корешке повестки».
7. ↑  «Суд защитил Березовского» Архивная копия от 8 августа 2014 на Wayback Machine Газета «Коммерсантъ» №78 от 12.05.1999, стр. 3: «На заседании выяснилась, что в расписке о получении повестки Березовским значилась фамилия некоего Лобанова. Не был извещён о суде и Резник».
8. ↑  «Звонок к делу не подошьешь. Повестки надо присылать так, чтобы человек успел доехать до суда» Архивная копия от 9 августа 2014 на Wayback Machine «Российская газета» — Федеральный выпуск №6035 (59): «В действительности судебную бумагу (повестку) двое военнослужащих просто подсунули в щель под входной дверью квартиры, так как дома в тот момент никого не было. Вернее, был маленький мальчик — сын того человека, который должен был явиться на процесс. Вот ему "лично и в устной форме" и сообщили о повестке».
9. ↑  Гражданский процесс: Учебник. 2-е изд., перераб. и доп. / Под ред. М.К. Треушникова. М.: ОАО «Издательский Дом “Городец”», 2007. — 784 с. ISBN 5-9584-0111-4: «При отказе адресата принять повестку делается соответствующая отметка об этом на повестке, которая возвращается в суд. Адресат, отказавшийся принять судебную повестку или иное судебное извещение, считается извещенным о времени и месте судебного разбирательства или совершения отдельного процессуального действия».
10. ↑  «Пенсионер на пороге суда» Архивная копия от 9 августа 2014 на Wayback Machine «Российская газета» — Неделя №4934 (110) от 18.06.2009
11. ↑  УПК РФ Статья 188. Порядок вызова на допрос. КонсультантПлюс. Дата обращения: 31 мая 2022. Архивировано 31 мая 2022 года.
12. 1 2  Тема: Освобождение работника от работы в связи с привлечением к выполнению государственных и общественных обязанностей. Онлайнинспекция.рф. Архивировано 31 мая 2022 года.
13. ↑  Под ред Бертовского Л. В. , Махова В.Н. Уголовно-процессуальное право. Учебник. — Издательство "Проспект", 2020. — С. 252. — 575 с. — ISBN 978-5-392-31267-2. Архивировано 31 мая 2022 года.